# Domokos Tamás
Domokos Tamás (Hódmezővásárhely, 1944. július 31. –) malakológus, muzeológus, tanár.

## Életpályája
A hódmezővásárhelyi Bethlen Gábor Gimnáziumban érettségizett 1962-ben, majd Szegeden a József Attila Tudományegyetem Természettudományi Karán szerzett diplomát 1967-ben fizika–kémia szakon. 1975-ben a József Attila Tudományegyetemen Organikus közegű kaolin szuszpenziók ülepedésének vizsgálata című disszertációjával, summa cum laude minősítéssel kolloidkémiából doktorrá avatták.
Kutatási területe a szárazföldi, vízi csigák, kagylók gyűjtése, feldolgozása, archeomalakológiai vizsgálat, nemzeti parkok, természetvédelmi területek malakológiai kutatása, fajmegőrzés, fajvédelem. Két új szárazföldi csigafajt gyűjtött, róla nevezték el: Alopia subcosticollis tamasorum (Szekeres 2007), Agardhiella domokosi (SUBAI, 2011 ‒ IUCN Red List).
Harminc évig pedagógusként dolgozott, négy évig a sarkadi Ady Endre Gimnáziumban, 26 évig Békéscsabán a mai Széchenyi István Közgazdasági és Külkereskedelmi Szakközépiskolában.
1978-tól a Munkácsy Mihály Múzeumban természettudományos muzeológusként kezdett dolgozni félállásban; 1997-től 2004-ig, nyugdíjazásáig muzeológus, közel 30 évig a DK-Alföld puhatestűinek kutatásával foglalkozott. Létrehozta Békéscsabán a 15 000 tételes Mollusca-gyűjteményt, amelyben Fekete- és Fehér-Körös környéki, székelyföldi, Erdélyi-szigethegységi területekről, továbbá a Bükki Nemzeti Park kutatása során gyűjtött anyag van, valamint a Harvard 500 000 tételes gyűjteményéből (1992) személyes csere útján kerültek amerikai, afrikai, ázsiai, óceániai tételek. Romániai gyűjtéseken évtizedekig az aradi, a nagyváradi múzeum és a Babeş–Bolyai Egyetem munkatársaival dolgozott együtt.
Világviszonylatban egyedülálló a Munkácsy Mihály Múzeum dobozi pikkelyes csiga (fokozottan védett, eszmei értéke: 100 000 Ft) és bánáti szalagos csiga (eszmei értéke: 10 000 Ft) kollekciója. A Kárpát-medencében (Zempléni-hegység, Erdélyi-szigethegység) őshonos dobozi pikkelyes csigát (Hygromia kovacsi/Kovacsia kovacsi) dr. Kovács Gyula békéscsabai kutató találta meg, s róla nevezték el 1972-ben.
1979-ben érdeklődése a puhatestűek héjdimenziói és a klíma közötti kapcsolat tanulmányozása felé fordult. Első tesztállata a Chondrula tridens, később a Granaria frumentum, majd a szalagos bánáti csiga [Helicigona (Drobacia) banatica] és néhány Clausiliidae.
Magyarországon az ő nevéhez fűződik az első mennyiségi archeomalakológiai vizsgálat, amelyet a bélmegyeri rézkori lelőhely Unio-féléin hajtott végre (Gulyás–Sümegi 2012).
1983-ban a 8. Nemzetközi Malakológiai Kongresszuson (Budapest) ismertette egyetlen csigafaj (sokfogú magcsiga/Granaria frumentum) biometriájára alapozott, hőmérsékletet rekonstruáló módszerét.
Tudománytörténeti tevékenységéhez kapcsolódik a Fekete Könyv sorozat 15. köteteként, 1988-ban megjelent, Adatok Békés megye térképtörténetéhez (a XVI. század elejétől 1918-ig) című, feleségével, Domokosné Megyesi Évával közösen írt könyve.
1980 és 1990 között az MTA szervezte Bükk-kutatásban vett részt. Párhuzamosan dolgozott a Szegedi Akadémiai Bizottság által támogatott, Békés Megye Természeti Képe programban, a Kiskunsági Nemzeti Park szervezésében folyó, a Körös-Maros Nemzeti Park létrehozását segítő előkészítő felmérésekben, a meglévő Tájvédelmi Körzetek és Természetvédelmi Területek malakológiai kutatásában.
1993 óta foglalkozott a puhatestűek védelmének problémájával. 1996-ban javaslatot tett a ma a Körös-Maros Nemzeti Park Igazgatósága működési területéhez tartozó Dénesmajori-Csigás-erdő Természetvédelmi Terület létrehozására. Ez az öthektáros erdő unikális, hiszen hazánkban az egyetlen, egy puhatestű védelme érdekében (1997-ben) létrehozott, kifejezetten az Erdélyi-szigethegységből származó, nagy tudományos értékkel bíró agyagsárga éti csiga, bánáti csiga, kristályos gyöngycsigácska, soklemezes orsócsiga megőrzésére hivatott.
1998-ban ─ az országban egyedüli malakológusként ─ Szentesi Györggyel közösen ‒ a csernobili katasztrófa puhatestűekre kifejtett utóhatását vizsgálta. A kutatásukat a bánáti szalagos csiga [Helicigona (Drobacia) banatica] és a tompa folyamkagyló (Unio crassus) héjainak Sr-90-izotóp-aktivitására alapozták.
2000-ben közreműködött a Száz Magyar Falu Könyvesháza sorozatban megjelenő Doboz és Kétegyháza kötetek megírásában.
A 2000 és 2007 közötti évek legjelentősebb eredménye a dobozi pikkelyescsiga délkelet-alföldi areájának megrajzolása.
2004-ben a KVVM Természetvédelmi Hivatala szakértője, az ország délkeleti részén előforduló dobozi pikkelyes csiga és Gyula-Gyulavári területén élő bánáti csiga fajmegőrzési tervének az elkészítésében. 
2004-es nyugdíjazását követő években is folytatta az Erdélyi-szigethegység és Erdély széleskörű malakológiai vizsgálatát.
2007-ben a KVVM támogatásával megjelent Magyarország védett puhatestűi című könyve a Grafon Kiadónál. Társszerző: Pelbárt Jenő.
Domokos Tamás nevéhez két új faj is fűződik. A Cserna-völgyében (Románia) talált szűk elterjedési területen élő orsóscsiga, az Alopia subrosticollis tamasorum, a másik a Zarándi-hegységben (Munții Zărandului) gyűjtött egy újonnan leírt fajt, Péter Subai a csigát róla nevezte el (Agardhiella domokosi SUBAI, 2011 ‒ IUCN Red List).
2018-ban magyar, román és ukrán társszerzőkkel, Páll-Gergely Barna adta közre közel 40 évre kiterjedő, a Drobacia banaticára vonatkozó fosszilis és recens faunisztikai adatait.
2017 óta Budapesten él, Budán és a Balaton déli partján folytatja malakológiai kutatásait.

## Tagságai
- A Körös–Maros Nemzeti Park tanácsosa
- A Magyar Malakológiai Társaság (MAMAT) alapítója (2008), tagja
- A SOOSIANA malakológiai szaklap szerkesztőbizottság tagja 1995-től, 2009–2010-ben főszerkesztője
- A KVVM Természetvédelmi Hivatala szakértője

## Tudományos munkái
- DOMOKOS TAMÁS – PELBÁRT JENŐ: Magyarország védett puhatestűi, Grafon 2007
- DOMOKOSNÉ MEGYESI ÉVA-DOMOKOS TAMÁS: Adatok Békés megye térképtörténetéhez, Békéscsaba 1988
- DOMOKOS TAMÁS: Emlékezés Richnovszky Andorra (1932-1993) Békéscsaba, 2013
- DOMOKOS TAMÁS-KROLOPP ENDRE-SZÓNOKY MIKLÓS: A békéscsabai téglagyár II. és III. sz. bányaterületének üledéktani, malakológiai és őslénytani vizsgálata (51. oldal)
- DOMOKOS Tamás: Cochlodina laminata /Montagu, 1803/ létállapotának klíma okozta változásairól békéscsabai /Békés megye/ megfigyelések alapján.
- DOMOKOS, T. (1995): A Gastropodák létállapotáról, a létállapotok osztályozása a fenológia szintjén – Malakológiai Tájékoztató, 14: 79-82.
- DOMOKOS, T. (2000): Adatok a kardoskúti Fehér-tó és közvetlen környékének recens Mollusca-faunájához, ökológiai és cönológiai viszonyaihoz – Folia Historico Naturalia Musei Matraensis, 24: 279-315.
- DOMOKOS, T. (1984): Adatok a kardoskúti Fehér-tó holocén mollusca faunájának vizsgálatához – Alföldi Tanulmányok, VIII. kötet: 59-80.
- DOMOKOS, T. (1996): A Helicopsis striata (O. F. MÜLLER 1774) Körös- Maros közi előfordulásával és védelmével kapcsolatos gondolatok – Malakológiai Tálékoztató, 18: 85-90. DOMOKOS, T. (1994): Néhány zoogeográfiai (malakológiai) megfigyelés a DélkeletAlföldről – Az „Alföldi út” kérdőjelei. Békéscsaba, 134-139.
- DOMOKOS, T. (1997): Biharugra és környékének malakofaunája, különös tekintettel az Ugrai-rét és a Szőr-rétje puhatestű közösségeire – Folia Historico Naturalia Musei Matraensis, 22: 265-284.
- DOMOKOS, T. (1996): Adatok Bélmegyer környékének malakológiai viszonyaihoz – A Békés Megyei Múzeumok Közleményei, 16: 17-28.
- DOMOKOS, T. – LENNERT, J. 2009: Standard malacofaunistical work of Sălaj countys and western part of the Plopişului/Şesului Mountains (Romania). NYMPHAEA – Folia naturale Bihariae, XXXVI: 167 206.
- FEHÉR Z., VARGA A., DELI T., DOMOKOS T., SZABÓ K., BOZSÓ M., PÉNZES ZS. (2007): Filogenetikai vizsgálatok védett puhatestűeken. In Forró L.: A Kárpát-medence állatvilágának kialakulása
- DELI T., DOMOKOS T. (2001): A Mályvádi-erdő  malakológiai kutatásának legújabb eredményei. Malakológiai Tájékoztató, 19: 53-58
- DELI  T.,  DOMOKOS  T.,  LENNERT  J.  (2003):  Adatok  Mezőhegyes  és  Battonya  környékének  szárazföldi malakofaunájához. Malakológiai Tájékoztató, 21:79-82
- BÁBA K. & DOMOKOS T. (2002): Seasonal malacological investigations on the willow forest fauna(Csigáserdő)on the active flood plain of the Fekete-Körös River near Dénesmajor. Nachrichtenblatt der Ersten Vorarberger Malakologischen Gessellschaft, 10:31–42.
- DELIi T & DOMOKOS T. (2001): A Mályvádi-erdő malakológiai kutatásának legújabb eredményei. Malakológiai Tájékoztató, 19: 53–58. Gyöngyös.
- DOMOKOS T. (1986): Faunatörténeti megjegyzés a Helicigonum banatica1 faj Fekete-Körös menti fosszilis előfordulásával kapcsolatban. Környezet- és Természetvédelmi Évkönyv, 7: 189– 194. Békéscsaba.
- DOMOKOS T.(1994): Javaslat a Fekete-Körös egyik hullámtéri füzesének védetté nyilvánítására (A Helicigona banatica és a Vitrea crystallina előfordulása. Malakológiai Tájékoztató, 13: 57–59. Gyöngyös.
- DOMOKOS T. (1996): Adatok a Dénesmajori Csigás-erdő malakofaunájához. A Laciniaria plicata (Draparnaud, 1801) előfordulása. Malakológiai Tájékoztató, 15: 41–43. Gyöngyös.
- DOMOKOS T. (2001): Data on the shell morphology of the Chilostoma banatica (E. A. Rossmässler, 1838) and its climate dependence in the Sitka Forest (Békés County, Gyulavári) (Mollusca, Gastropoda). Adatok a Chilostoma banatica (E. A. Rossmässler,1838) Sitkaierdőből (Békés megye, Gyulavári) gyűjtött egyedeinek héjmorfológiájához és annak klímafüggéséhez (Mollusca, Gastropoda). SOOSIANA, 29: 11–26. Nagykovácsi.
- DOMOKOS T. (2004a): A Körös-(Berettyó)- Maros közén előforduló védett puhatestűek (2004). Natura Bekesiensis, 6: 21–44. Békéscsaba.
- DOMOKOS T. (2004b): Bánáti csiga (Chilostoma banatica). Fajmegőrzési Tervek, KvVM Természetvédelmi Hivatal. Budapest.
- DOMOKOS T. (2005): Néhány Hortobágy–Berettyó–Körös– Maros közötti rét és gyep összehasonlító malakológiai vizsgálata. Békéscsaba.
- DOMOKOS T. (2008): A bánáti szalagoscsiga (Drobacia banatica) elterjedésének vizsgálata a Maros magyarországi hullámterében. Kézirat. Békéscsaba.
- DOMOKOS T. & Deli T. (2006): Újabb adatok (Geszt, Cégénydányád) és gondolatok (Şoimos) a Drobacia/Helicigona banatica (Rossmässler,1838) bánáti szalagoscsiga magyarországi előfordulásához. SOOSIANA, 34: 59–66. Nagykovácsi. In print.)
- DOMOKOS T. & Répási J.-né (2001): Adalék a hullámtéri Chilostoma banatica (Rossmässler) héjmorfológiájához, állatföldrajzi és ökológiai viszonyaihoz a Praecarpathicum magyarországi szakaszáról. Malakológiai Tájékoztató, 19: 59–66. Gyöngyös.
- DOMOKOS T. & Varga A. (1994): Az uszadékokról, különös tekintettel a Holt-Drávából származó uszadék molluszka tartalmának vizsgálatáról Malakológiai Tájékoztató, 13: 67–79. Gyöngyös.
- DOMOKOS T. Natura Bekesiensis : Időszakos Természettudományi Közlemények: 4. – szerk. Domokos Tamás. – Békéscsaba, 2002
- DOMOKOS T. Natura Bekesiensis : Időszakos Természettudományi Közlemények: 5. – szerk. Domokos Tamás. – Békéscsaba, 2003
- DOMOKOS T., Lennert J.& Répási J-né (2003): A Fekete-Körös-völgy magyar szakaszának szárazföldi malakofaunája II.(Három füzes malakológiai vizsgálata.) A Békés Megyei Múzeumok Közleményei, 24/25: 41–73.Békéscsaba.
- DOMOKOS T. Natura Bekesiensis : Időszakos Természettudományi Közlemények : 6. – szerk. Domokos Tamás. – Békéscsaba, 2004.
- DOMOKOS T. A Cepaea hortensis (O.F. Müller 1774) /fehérszájú kerticsiga és a Cepaea nemoralis (Linnaeus, 1758) /sötétszájú ligeticsiga előfordulása a Dél-Tiszántúlon és a Duna-Tisza közi Csongrádon, Csanyteleken és Szegeden Soosiana 34: 5-11, 2020
- https://docplayer.hu/120695972-Adatok-belmegyer-kornyekenek-malakologiai-viszonyaihoz-domokos-tamas.html
- https://munkacsy.hu/wp-content/uploads/2018/02/Natura_Bekesiensis_13..pdf
- http://kmnp.nemzetipark.gov.hu/_user/browser/File/CRISICUM%20V_/V_113_135_Domokos.pdf%5B%5D
- https://matramuzeum.nhmus.hu/sites/default/files/nhmusfiles/kiadvanyok/folia/vol22/25-41.PDF
- http://www.epa.hu/03600/03616/00001/pdf/EPA03616_kaposvari_2013_1_071-080.pdf
- https://library.hungaricana.hu/hu/view/MEGY_BEKE_NATBEK_3/?query=SZO%3D(munk%C3%A1csy*)&pg=30&layout=s
- https://library.hungaricana.hu/hu/view/MEGY_HEVE_Malakot_08_1988/?query=F&pg=18&layout=s
- https://adoc.pub/domokos-tamas-solymos-peter-es-kovacs-csongorne.html
- http://www.termeszetvedelem.hu/_user/downloads/fajmegorzesi%20tervek/b%E1n%E1ti%20csiga.pdf
- https://www.researchgate.net/publication/266160344_Filogenetikai_vizsgalatok_vedett_puhatestueken
- http://epa.niif.hu/03600/03616/00003/pdf/EPA03616_kaposvari_2014_087-096.pdf
- http://www.nimfea.hu/letoltesek/domokos.pdf
- http://members.iif.hu/feh13603/pdf/VI_123_134_Deli_etal.pdf%5B%5D
- https://www.worldcat.org/title/soosiana-magyar-malakologiai-folyoirat-hungarian-malacological-journal/oclc/909871055
- http://www.epa.hu/01500/01577/00016/pdf/bmmk_1996_017-028.pdf
- https://saman.fszek.hu/WebPac/CorvinaWeb?action=onelong&showtype=longlong&recnum=130760
- https://vasarhelyilatohatar.hu/index.php/rovatok/interju/126-szecsko-peter-nivo-es-hollo-laszlo-dijas-grafikusmuvesz
- https://vasarhelyilatohatar.hu/index.php/21-aktualis-lapszam-tartalom?start=8
- https://www.promenad.hu/2012/12/11/ezuttal-a-muzeumban-tarult-ki-a-latohatar/%5B%5D
- http://webcache.googleusercontent.com/search?q=cache:2hJnnST4eTAJ:anyflip.com/uzau/ehzj/basic+&cd=26&hl=hu&ct=clnk&gl=hu